# Медајна (Њујорк)
Медајна (енгл. Medina) град је у америчкој савезној држави Њујорк.

## Демографија
По попису из 2010. године број становника је 6.065, што је 350 (-5,5%) становника мање него 2000. године.
| Група             | 2000.         | 2010.         |
| Белци             | 5.523 (86,1%) | 5.144 (84,8%) |
| Афроамериканци    | 485 (7,6%)    | 410 (6,8%)    |
| Азијати           | 36 (0,6%)     | 42 (0,7%)     |
| Хиспаноамериканци | 246 (3,8%)    | 304 (5,0%)    |
| Укупно            | 6.415         | 6.065         |